# Australobolbus pygmaeus
Australobolbus pygmaeus är en skalbaggsart som beskrevs av Henry Fuller Howden 1992. Australobolbus pygmaeus ingår i släktet Australobolbus och familjen Bolboceratidae. Inga underarter finns listade.